# Eric Plandé
Eric Plandé (* 1964 in Marseille) ist ein französischer Jazzmusiker (Tenor- und Sopransaxophon, Flöte, Komposition).

## Leben und Wirken
Plandé studierte Musik mit Schwerpunkt Saxophon an der École nationale de musique et de danse in Pau (Frankreich).  Ab 1984 begann er mit Improvisation und sammelte erste Erfahrungen in verschiedenen Rock- und Jazzrockgruppen im Südwesten Frankreichs. 1989 zog er von Toulouse nach Paris, um an der Jazzschule Centre d’informations musicales zu studieren. In Paris machte er als Sideman mit den bekannten afrikanischen Musikern Yoro Gueye und Wa Yego, zwei Mitgliedern der Band Xalam, erste Studioaufnahmen.
Plandé gründete seine erste Band im Jahr 1994 und spielte in Clubs, unter anderem mit Nicolas Richard, Baye Babu, Mustapha Cisse, Andy Svetlov, Daniel Dray, Jean-My Truong. 1996 entstand das Ethno-Jazztrio mit Jean-Luc Arramy und Serge Marne, später mit Ahmed Djemai. Er hatte einen Fernsehauftritt mit einer Eigenkomposition auf France 3 Ile de France in der Sendung Wermuz & Cie. Es folgten Konzerte und Aufnahmen im Duo mit den Kontrabassisten Olivier Sens, Jean-Luc Arramy, Stéphane Kerecki, Jean-Paul Céléa und dem Violinisten Dominique Pifarély, im Trio oder Quartett mit John Betsch, Jean-Jacques Avenel, Bruno Angelini, Jacques Mahieux, Claude Barthélemy, Moina Erichson.
2006 zog Plandé nach Frankfurt am Main. Dort arbeitete er mit Joachim Kühn, Jürgen Wuchner, Janusz Stefański und Norbert Dömling. 2009 bildete er ein Duo mit Bob Degen. 2013 gründete er das Trio Touching mit Uwe Oberg und Peter Perfido. 2015 lernte er den Kontrabassisten Barre Phillips kennen. Zusammen gaben sie Meisterklassen für moderne Improvisation und Tanz und bildeten ein Duo.
2016 bildete Plandé ein Duo mit dem Pianisten Bruno Angelini und ein Trio mit dem Gitarristen Francois Arnold und dem Schlagzeuger Julien Charlet, das sich der Musik von Carla Bley widmete. 2017 spielte er im Trio mit Vitold Rek und Ali Neander sowie mit Bob Degen und Heinz Sauer. Als neues Projekt entstand Jazz-Baroque, Sax Viola Gamba mit Jörg Meder. In Paris spielte er mit dem Gitarristen Hasse Poulsen und dem Kontrabassisten Claude Tchamitchian. Er ist auch auf Alben von Moina Erichson und Deleyaman zu hören.
2023–2025: Konzerte Musik Literatur mit Deleyaman, Fanny Ardant und Maruschka Detmers: Théatre du Rayon Vert (Saint-Valery-en-Caux), Maison de la Poésie (Paris), Théatre gallo romain (Alba-la-Romaine)

## Diskographische Hinweise
- Nada Brahma, (CSK 1997; mit Jean-Luc Arramy, Serge Marne, Francis Lockwood)
- Jails of Innocence, (RDC Records 2003; mit Olivier Sens sowie Jean-Paul Céléa, Dominique Pifarély)
- Abyss, (Cristal Records 2005; mit Jacques Mahieux, Nicolas Mahieux, Claude Barthélemy)
- Between the Lines (Cristal Records 2007, mit Joachim Kühn, Jacques Mahieux, François Verly sowie Moïna Erichson)
- Eric Plandé & Bob Degen: Human Nature /Cristal Records 2010)[1]
- Touching (Jazzwerkstatt 2014 (mit Uwe Oberg, Peter Perfido)[2]
- Eric Plandé & Barre Phillips: Breath of Time (Jazzwerkstatt 2016)
- Eric Plandé / Hasse Poulsen / Claude Tchamitchian: Beyond Dreams  (Leo Records 2022)[3]
- Eric Plandé Unit: The Feeling Never Stops (Unit Records 2023; mit Bob Degen, Norbert Dömling und Uli Schiffelholz)[4]